# Chia-Jen Lo
Chia-Jen Lo, né le 7 avril 1986 dans le comté de Pingtung à Taïwan, est un lanceur de relève droitier des Ligues majeures de baseball jouant avec les Astros de Houston.

## Carrière
Chia-Jen Lo lance pour l'équipe de Taïwan aux Jeux olympiques d'été de 2008 en Chine et à la Classique mondiale de baseball 2009.
Il signe son premier contrat professionnel en 2008 avec les Astros de Houston et amorce sa carrière en ligues mineures l'année suivante.
Lo fait ses débuts dans le baseball majeur avec les Astros le 31 juillet 2013 contre les Orioles de Baltimore